# Усадьба купца Воробьёва
Усадьба купца Воробьёва — особняк, расположенный в городе Каменск-Уральский, Свердловской области.
Решением № 535 Исполнительного комитета Свердловского областного Совета народных депутатов от 31 декабря 1987 года присвоен статус памятника архитектуры регионального значения.

## История
Первым хозяином особняка был состоятельный купец, держатель древесноугольного подряда, член Уральского общества любителей естествознания Кузнецов Лаврентий Иванович. Однако первый собственник не успел заселиться в дом, он скончался пока шло строительство. В 1901 году недостроенная усадьба была продана вдовой Кузнецовой торговцу зерновым хлебом Александру Андреевичу Воробьёву. При Воробьёве у дома был надстроен второй этаж. На территории усадьбы были возведены второстепенные постройки. Архитектор усадьбы не установлен.
Александр Воробьёв был известным в Каменском Заводе предпринимателем. Жена Воробьёва, родом из известной Екатеринбургской купеческой династии. В Каменске она проводила благотворительные акции. Свои коррективы внесли революционные события в стране. Старший сын — Владимир, переехал в Екатеринбург и вскоре вступил в РСДРП (б). Состоял в отряде охранной команде; в ходе распределения попал в охранную команду Дома Ипатьева. В 1926 году он известил родных, что у большевиков на их особняк есть планы и рекомендовал им от него отказаться. В том же году особняк был национализирован, а строения на территории усадьбы переделаны или снесены.
В период Великой Отечественной войны в здании была открыта служба санитарно-эпидемиологического контроля, просуществовавшая там до конца 1970-х. Позднее в купеческой усадьбе поочерёдно размещались городские конторы. В 2000-х особняк не использовался и был заброшен.
На сегодняшний день усадьба находится в собственности местного предпринимателя, который финансирует реставрационные работы.

## Архитектура
В конце ХІХ столетия архитектурный облик Каменска складывался под влиянием вкусов мелкой буржуазии и купечества. В тот период на городских улицах возникли всевозможных форм и размеров кирпичные постройки, которые сейчас определяют колорит бывшей Большой Московской улицы. Ярчайший пример этого стиля в Каменске — бывший дом зерноторговца Воробьёва.
Усадьба располагается в торговом квартале исторического центра города по улице Ленина (бывшая улица Большая Московская), среди малоэтажной усадебной застройки. В градостроительном отношении усадьба замыкает перспективу улицы Карла Маркса.
Участок прямоугольной формы, вытянут по оси север — юг в глубину квартала. Размеры усадьбы: 40 на 100 метров. На территории усадьбы расположен жилой дом и комплекс хозяйственных построек, в южной части участка. Особняк и хозяйственный постройки поставлены на одной линии вдоль западной границы усадьбы.
Архитектура зданий усадебного комплекса отличается разнообразием стилевых форм, характерным для того времени. В жилом доме используются стилизованные формы барокко, типичные для Урала, элементы художественного металла, то здание погреба выполнено в «кирпичном стиле», а в архитектуре конюшни прослеживаются элементы классицизма и народного деревянного зодчества.
Жилой дом
Особняк представляет собой двухэтажное здание, в плане он состоит из центрального объёма и двух крыльев (сеней).
Два парадных крыльца расположены с северного фасада и ведут на улицу Ленина. Они оформлены козырьками на витых колонках. Пространство выше парадных дверей на втором этаже оформлено трёхгранными эркерами. Остальные выходы расположены с восточной стороны. Венчал восточный фасад арочный полуциркулярный фронтон; у западной стороны располагалась открытая галерея и застекленная веранда. Весь фасад здания богато украшен лепниной, профилированным кирпичом и фигурной кладкой. Металлические детали выполнены из жестьи и чугуна. В декоре прослеживаются мотивы народного зодчества.
Изнутри здание спланировано очень компактно и органично. Нижний этаж организован вокруг вестибюля, а его помещения предназначены для хозяйственных и канцелярских нужд. На втором этаже в комнатах высокие потолки, помещения предназначены для жилья и приёма госте. Среди парадных помещений: бальный зал, гостиная, столовая. Все они ориентированы окнами на улицу Ленина. Спальни, кабинеты и детские окнами ведут во двор.
Хозяйственные постройки
Усадьба имела ряд второстепенных строений: каменная кладовая, каретник-завозня, два навеса, сарай, дровяник, возовые весы. Из этого списка до нас дошли только разрушенные кладовая с погребом, конюшня и амбары. Периметр был сформирован оградой и воротами.
Складское помещение было возведено в кирпичном стиле. Облик постройки напоминал военную фортификацию. Здание квадратное в плане с глухими стенами, Это квадратное в плане здание с глухими стенами, фризом в виде зубцов, парапетной стенкой с узкими арочными «бойницами», массивными двухстворчатыми железными дверьми. Из кирпичной пристройки в погреб вела крутая каменная лестница. Толщина стен достигает одного метра.
В южной части усадьбы располагалась конюшня. Она примыкала к кладовой. Здание было выполнено из прямоугольного бревенчатого сруба с двухскатной крышей. Торцы были закрыты глухими кирпичными брандмауэрами.
Также в южную границу усадьбы входил одноэтажный зерновой склад. Главный фасад был выполнен из двух широких арочных дверных проёмов с двухстворчатыми металлическими дверьми. Правая часть стены выступала вперёд. К настоящему времени частично сохранился фундамент колонн.

## Галерея
|                            |  |                        |  |                            |  |                                          |
| Элементы западного фасада. |  | Окна западного фасада. |  | Элементы северного фасада. |  | Одна из пристроек на территории усадьбы. |